# Ordal
|  | Per a altres significats, vegeu «Serres d'Ordal». |

Ordal és un poble del municipi de Subirats (Alt Penedès), ubicat al quadrant sud-est del municipi, entre les anomenades serres d'Ordal, a la davallada del coll de la creu d'Ordal (507 m alt.). Té una població de 662 habitants (2023). És format per la parròquia de Sant Esteve, l'antic nucli de Can Ravella i el barri de l'església 'nova' creat al voltant de la carretera N-340, que és la principal via de comunicació del poble.

## Història
Es coneix la seva existència des de mitjan segle xiv. S'originà en els hostals de Can Ravella i de Cal Sells, situats en lloc estratègic del secular camí de Barcelona a Tarragona, que travessava la serra d'Ordal, on s'aturaven els vianants i les diligències. També era un indret preferit pels bandolers per assaltar-los, ateses les característiques abruptes del terreny. Just abans d'arribar al port d'Ordal hi havia l'anomenada cova del Morrut, on s'hi refugiaven els malfactors.
L'antiga creu del port d'Ordal, al límit amb el terme de Cervelló (Baix Llobregat), va ser destruïda durant la guerra del Francès, el 19 de març de 1810. El 1952 s'hi va col·locar la creu actual.
El 1833 Salvador Sala Masifern fundà el forn de vidre, on hi treballaven 40 vidriers. El 1905 varen formar el famós orfeó l'Oreneta. Celebraven dues diades solemnes: la Festa de Santa Llúcia, la seva patrona, que era venerada a l'església d'Ordal en una imatge pagada per ells mateixos, i la festa de Sant Esteve, patró del poble, on no faltava l'envelat dels vidriers, que feia competència a l'envelat del poble.

## Edificis destacats
- Església de Sant Esteve d'Ordal, dedicada a Esteve màrtir, patró del poble, construïda el 1900.[7]
- Capella de Sant Sebastià d'Ordal, als afores del poble, construïda el segle xv i reedificada als segles xvii i xviii.[8]
- Ateneu Ordalenc, del 1928.[9]
- Can Ravella, masia i barriada, del segle xv.[10]
- Can Parellada, masia del segle xix.[11]

## Festa Major
La Festa Major d'Ordal es celebra durant cinc dies entre les dues primeres setmanes d'agost. En la part religiosa es veneren les relíquies de Sant Esteve, amb cant dels goigs. El cor parroquial canta la missa. Pel que fa als elements folklòrics, els més destacats són: el drac d'Ordal, anomenat 'Escurcerot', els gegants d'Ordal, Jordi i Montserrat, i la colla de Diables d'Ordal.

## Toponímia
El nom d'Ordal derivaria del mot 'hortal', això és, lloc on es planten hortalisses. El topònim apareix vinculat a la parròquia de Sant Pau, i no és fins a mitjan de segle xiv que el topònim d'Ordal passa de la parròquia al poble actual.